# Mercedes-EQ Formula E Team
A Mercedes-EQ Formula E Team foi uma equipe alemã de automobilismo que competiu na Fórmula E entre 2019 e 2022, campeonato organizado pela Federação Internacional de Automobilismo (FIA). A equipe fez sua estreia na categoria no ePrix de Daria de 2019, evento válido pela temporada 2019–20.

## História

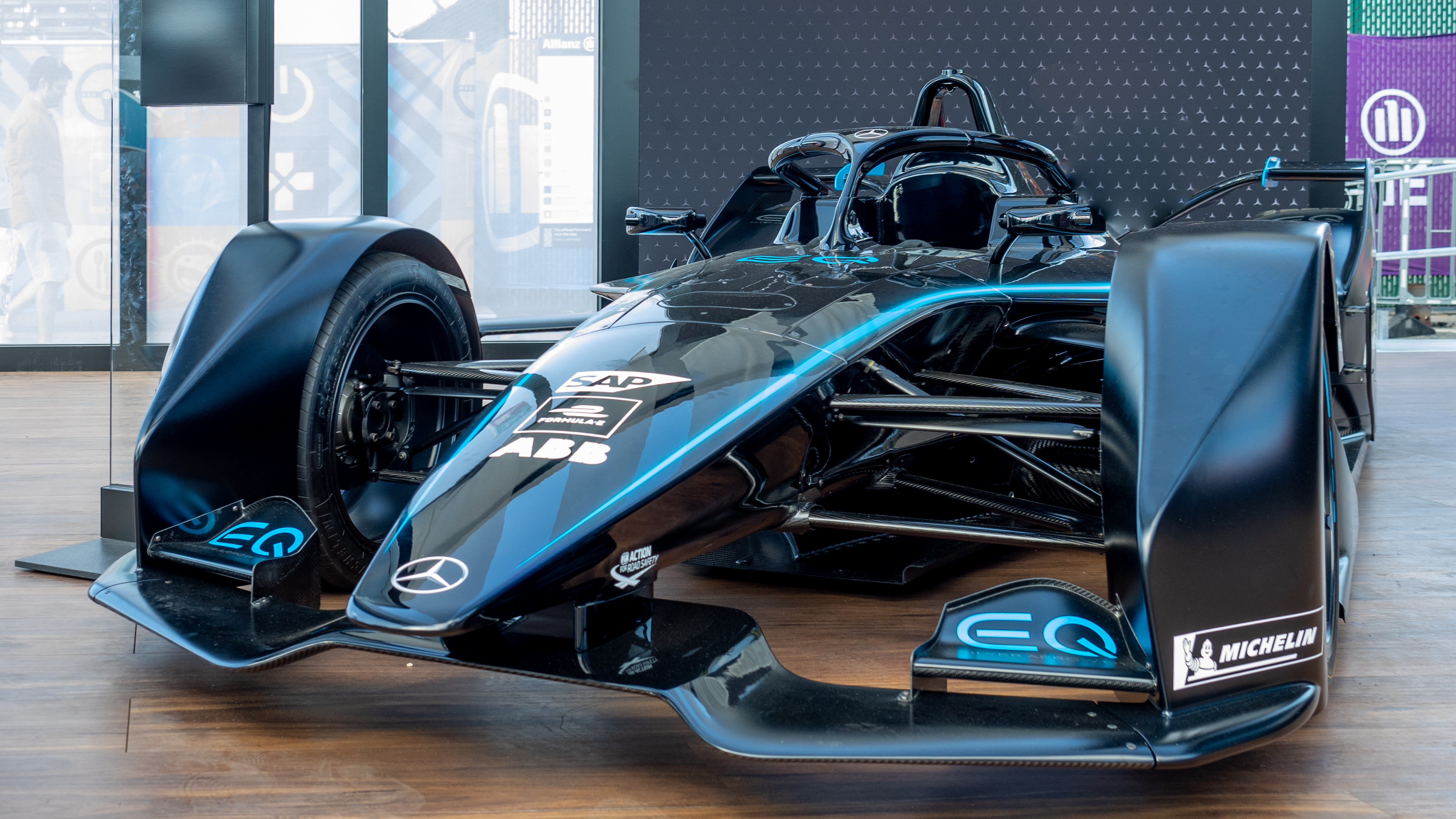
Mercedes-Benz EQ Silver Arrow 01

Em 24 de julho de 2017, a Mercedes-Benz anunciou que entraria no Campeonato de Fórmula E da FIA na temporada de 2019–20, e que deixaria a Deutsche Tourenwagen Masters (DTM) ao final da temporada daquele ano. A saída da montadora alemã da categoria na qual esteve presente por trinta anos foi um movimento estratégico para seu ingresso na Fórmula E. A Mercedes também anunciou que seu novo empreendimento seria apoiado por sua equipe de Fórmula 1.
A equipe foi nomeada de Mercedes-Benz EQ Formula E Team e passou a usar a mesma instalação que fabrica as unidades de potência da equipe Mercedes de Fórmula 1 — a Mercedes AMG High Performance Powertrains em Brixworth, no Reino Unido —, para o desenvolvimento dos seus trens de força.
Porém, oficialmente a equipe da Mercedes entrou na Fórmula E uma temporada antes de sua estreia como equipe própria, através de sua afiliada, a HWA AG — uma das empresas que gerenciava os carros da Mercedes-Benz na DTM —, que entrou na temporada de 2018–19 como HWA Racelab, que se tornaria a equipe de fábrica completa da Mercedes a partir da temporada 2019-20. Em 9 de maio de 2018, a HWA confirmou que entraria como uma equipe cliente, usando trens de força fornecido pela Venturi, com quem a HWA já tinha parceria em relação a suporte técnico. Em 8 de outubro de 2018, a equipe HWA Racelab foi lançada oficialmente, revelando o carro junto com Gary Paffett como seu primeiro piloto. Stoffel Vandoorne foi posteriormente confirmado como companheiro de equipe de Paffett, passando direto da Fórmula 1 para a Fórmula E a partir de sua passagem pela equipe McLaren que estava chegando ao fim.
O primeiro carro da nova equipe da Mercedes, denominado Mercedes-EQ Silver Arrow 01, foi apresentado em março de 2019. Apresentava uma pintura preta provocadora, semelhante ao carro da HWA já em competição. O carro apareceu em vários eventos, em promoção da entrada da Mercedes na Fórmula E, incluindo o 89º Salão Internacional do Automóvel de Genebra. Em setembro de 2019, a equipe anunciou que havia assinado com a empresa dinamarquesa de energia eólica Vestas como seu principal parceiro. Em 11 de setembro, a Mercedes revelou a aparência definitiva de seu carro (agora incorporando a tonalidade prata metálica), juntamente com o novo chefe de equipe e pilotos. Stoffel Vandoorne faria parceria com o campeão do Campeonato de Fórmula 2 da FIA de 2019, Nyck de Vries, em uma equipe a ser gerenciada por Ian James. Em outubro, foi anunciado que a equipe forneceria seu novo trem de força para Venturi Racing, revertendo o relacionamento fabricante-cliente em favor da Mercedes.
Em 29 de outubro de 2020, a Mercedes revelou o novo carro Silver Arrow 02, que voltou à tradicional pintura prateada. Vandoorne e de Vries foram confirmados para a disputa da temporada de 2020–21 como pilotos na mesma ocasião. Os testes de desenvolvimento foram realizados em conjunto com a Venturi Racing, que entrava em seu segundo ano como equipe cliente da Mercedes. Para a temporada de 2020–21, a equipe passou por uma pequena reformulação da sua marca, passando a se chamar Mercedes-EQ Fórmula E Team. E, foi transferida de Affalterbach para a base da equipe da Mercedes na Fórmula 1 em Brackley.
No ePrix de Daria de 2021, Nyck de Vries conquistou sua primeira vitória na Fórmula E e a segunda vitória para a Mercedes. Três corridas depois, no ePrix de Roma de 2021, Stoffel Vandoorne conquistou sua segunda vitória na Fórmula E. De Vries conquistou o título do Campeonato de Pilotos de 2020–21, enquanto a Mercedes-EQ venceu o seu primeiro Campeonato de Equipes.

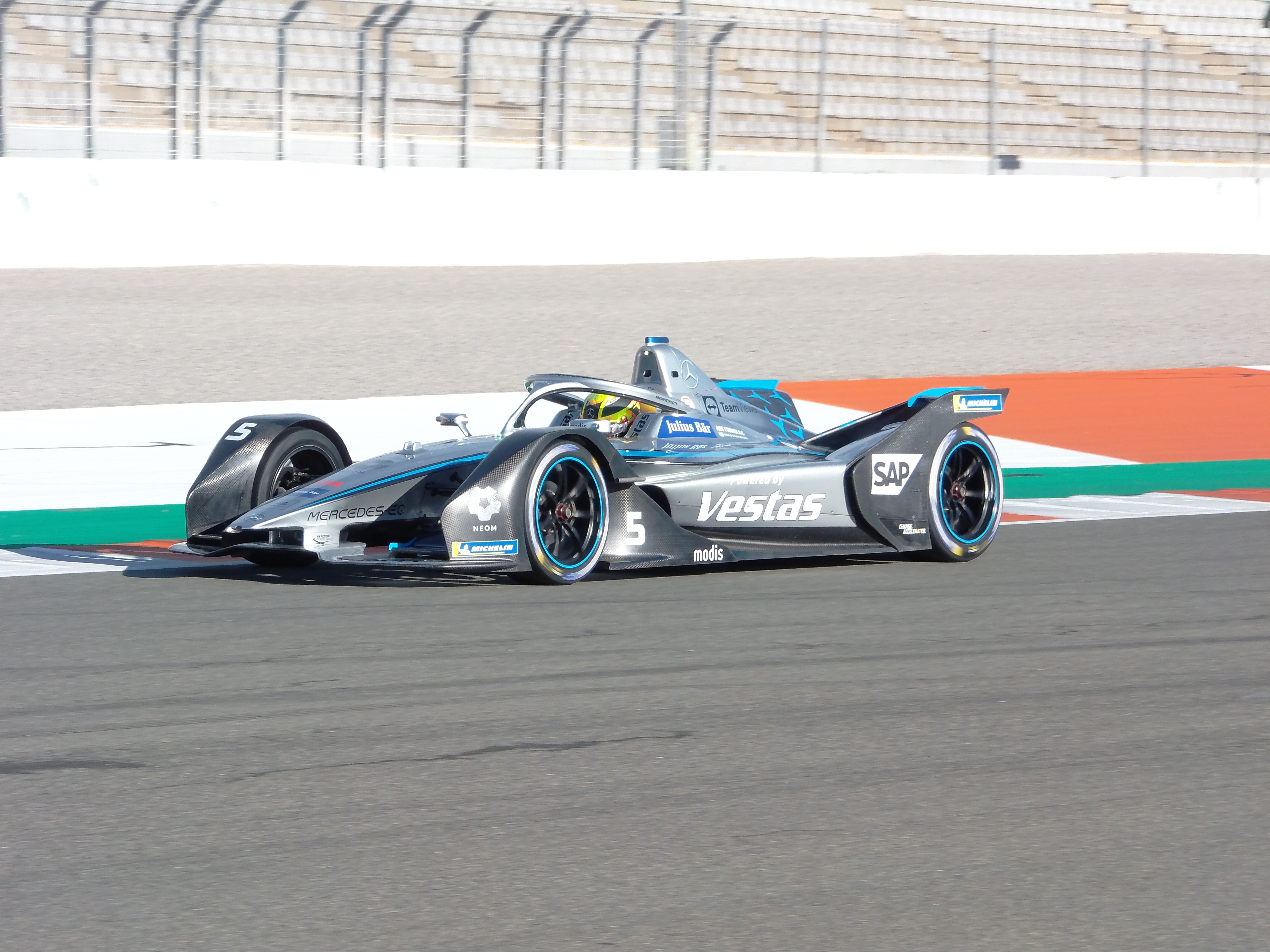
Stoffel Vandoorne testando antes do início da temporada de 2021–22 em Valência.

Em 18 de agosto de 2021, a equipe anunciou que sairia da Fórmula E no final da temporada de 2021–22. Para sua última temporada na Fórmula E, a Mercedes-EQ manteve Vandoorne e de Vries como pilotos. Eles ganharam o ePrix de abertura em Daria, com de Vries em primeiro e Vandoorne em segundo. Vandoorne venceria o ePrix de Mônaco. Em Berlim, de Vries venceu a corrida 2, enquanto Vandoorne conquistou o terceiro lugar em ambas as corridas.
Depois de garantir pontos consistentes ao longo das rodadas restantes e não sofrer abandonos durante toda a temporada, Stoffel Vandoorne venceu o Campeonato Mundial de Fórmula E de 2021–22, terminando 33 pontos à frente do piloto da Jaguar, Mitch Evans. A equipe Mercedes-EQ também foi coroada campeã de equipes de 2021–22.
Em 14 de maio de 2022, foi anunciado que a McLaren havia adquirido a equipe Mercedes-EQ para seu ingresso na categoria na temporada de 2022–23, após transformá-la na McLaren Formula E Team.

## Resultados
(legenda) (resultados em negrito indicam pole position; resultados em itálico indicam volta mais rápida)
| 2018–19: HWA Racelab                 | 2018–19: HWA Racelab            | 2018–19: HWA Racelab | 2018–19: HWA Racelab             | 2018–19: HWA Racelab | 2018–19: HWA Racelab | 2018–19: HWA Racelab | 2018–19: HWA Racelab | 2018–19: HWA Racelab | 2018–19: HWA Racelab | 2018–19: HWA Racelab | 2018–19: HWA Racelab | 2018–19: HWA Racelab | 2018–19: HWA Racelab | 2018–19: HWA Racelab | 2018–19: HWA Racelab | 2018–19: HWA Racelab | 2018–19: HWA Racelab | 2018–19: HWA Racelab | 2018–19: HWA Racelab | 2018–19: HWA Racelab | 2018–19: HWA Racelab | 2018–19: HWA Racelab | 2018–19: HWA Racelab | 2018–19: HWA Racelab |
| Ano                                  | Nome                            | Chassi               | Trem de força                    | Pneu                 | N.°                  | Piloto               | 1                    | 2                    | 3                    | 4                    | 5                    | 6                    | 7                    | 8                    | 9                    | 10                   | 11                   | 12                   | 13                   | 14                   | 15                   | 16                   | Pontos da Equipe     | Pos. da Equipe       |
| ------------------------------------ | ------------------------------- | -------------------- | -------------------------------- | -------------------- | -------------------- | -------------------- | -------------------- | -------------------- | -------------------- | -------------------- | -------------------- | -------------------- | -------------------- | -------------------- | -------------------- | -------------------- | -------------------- | -------------------- | -------------------- | -------------------- | -------------------- | -------------------- | -------------------- | -------------------- |
| 2019–20                              | Mercedes-Benz EQ Formula E Team | Spark SRT05e         | Mercedes-Benz EQ Silver Arrow 01 | M                    |                      |                      | DAR                  | DAR                  | SAN                  | CMX                  | MAR                  | BER                  | BER                  | BER                  | BER                  | BER                  | BER                  |                      |                      |                      |                      |                      | 147                  | 3°                   |
| 2019–20                              | Mercedes-Benz EQ Formula E Team | Spark SRT05e         | Mercedes-Benz EQ Silver Arrow 01 | M                    | 5                    | Stoffel Vandoorne    | 3                    | 3                    | 6                    | NC                   | 15                   | 6                    | 5                    | Ret                  | 12                   | 9                    | 1                    |                      |                      |                      |                      |                      | 147                  | 3°                   |
| 2019–20                              | Mercedes-Benz EQ Formula E Team | Spark SRT05e         | Mercedes-Benz EQ Silver Arrow 01 | M                    | 17                   | Nyck de Vries        | 6                    | 16                   | 5                    | Ret                  | 11                   | 4                    | Ret                  | 18                   | 4                    | 14                   | 2                    |                      |                      |                      |                      |                      | 147                  | 3°                   |
| 2020–21                              | Mercedes-EQ Formula E Team      | Spark SRT05e         | Mercedes-EQ Silver Arrow 02      | M                    |                      |                      | DAR                  | DAR                  | ROM                  | ROM                  | VAL                  | VAL                  | MON                  | PUE                  | PUE                  | NIO                  | NIO                  | LON                  | LON                  | BER                  | BER                  |                      | 181                  | 1°                   |
| 2020–21                              | Mercedes-EQ Formula E Team      | Spark SRT05e         | Mercedes-EQ Silver Arrow 02      | M                    | 5                    | Stoffel Vandoorne    | 8                    | 13                   | Ret                  | 1                    | 3                    | Ret                  | Ret                  | 7                    | 13                   | Ret                  | 12                   | 7                    | 15                   | 12                   | 3G                   |                      | 181                  | 1°                   |
| 2020–21                              | Mercedes-EQ Formula E Team      | Spark SRT05e         | Mercedes-EQ Silver Arrow 02      | M                    | 17                   | Nyck de Vries        | 1G                   | 9                    | Ret                  | Ret                  | 1                    | 16                   | Ret                  | 9                    | Ret                  | 13                   | 18                   | 2                    | 2                    | 22                   | 8                    |                      | 181                  | 1°                   |
| 2021–22                              | Mercedes-EQ Formula E Team      | Spark SRT05e         | Mercedes-EQ Silver Arrow 02      | M                    |                      |                      | DAR                  | DAR                  | CMX                  | ROM                  | ROM                  | MON                  | BER                  | BER                  | JAC                  | MAR                  | NIO                  | NIO                  | LON                  | LON                  | SEU                  | SEU                  | 319                  | 1°                   |
| 2021–22                              | Mercedes-EQ Formula E Team      | Spark SRT05e         | Mercedes-EQ Silver Arrow 02      | M                    | 5                    | Stoffel Vandoorne    | 2                    | 7                    | 11                   | 3                    | 5                    | 1                    | 3                    | 3                    | 5                    | 8                    | 4                    | 2                    | 2                    | 4                    | 5                    | 2                    | 319                  | 1°                   |
| 2021–22                              | Mercedes-EQ Formula E Team      | Spark SRT05e         | Mercedes-EQ Silver Arrow 02      | M                    | 17                   | Nyck de Vries        | 1                    | 10                   | 6                    | Ret                  | 14                   | 10                   | 10                   | 1                    | Ret                  | 6                    | 8                    | 7                    | 6                    | 3                    | Ret                  | Ret                  | 319                  | 1°                   |
| 2022–23: NEOM McLaren Formula E Team |                                 |                      |                                  |                      |                      |                      |                      |                      |                      |                      |                      |                      |                      |                      |                      |                      |                      |                      |                      |                      |                      |                      |                      |                      |

Notas
† – Não completaram a prova, mas foram classificados pois concluíram 90% da prova.
G – Volta mais rápida na fase de grupos da classificação.

### Outras equipes fornecidas pela Mercedes
| Ano     | Equipe               | Chassi       | Trem de força                    | Pneu | N.° | Pilotos         | Ponto | Pos. | Fonte  |
| ------- | -------------------- | ------------ | -------------------------------- | ---- | --- | --------------- | ----- | ---- | ------ |
| 2019–20 | ROKiT Venturi Racing | Spark SRT05e | Mercedes-Benz EQ Silver Arrow 01 | M    | 19  | Felipe Massa    | 44    | 10°  | [ 19 ] |
| 2019–20 | ROKiT Venturi Racing | Spark SRT05e | Mercedes-Benz EQ Silver Arrow 01 | M    | 48  | Edoardo Mortara | 44    | 10°  | [ 19 ] |
| 2020–21 | ROKiT Venturi Racing | Spark SRT05e | Mercedes-EQ Silver Arrow 02      | M    | 48  | Edoardo Mortara | 146   | 7°   | [ 19 ] |
| 2020–21 | ROKiT Venturi Racing | Spark SRT05e | Mercedes-EQ Silver Arrow 02      | M    | 71  | Norman Nato     | 146   | 7°   | [ 19 ] |
| 2021–22 | ROKiT Venturi Racing | Spark SRT05e | Mercedes-EQ Silver Arrow 02      | M    | 48  | Edoardo Mortara | 295   | 2°   | [ 19 ] |
| 2021–22 | ROKiT Venturi Racing | Spark SRT05e | Mercedes-EQ Silver Arrow 02      | M    | 11  | Lucas Di Grassi | 295   | 2°   | [ 19 ] |